# Residencial Tajín
Residencial Tajín är en ort i Mexiko.   Den ligger i kommunen Papantla och delstaten Veracruz, i den sydöstra delen av landet, 220 km nordost om huvudstaden Mexico City. Residencial Tajín ligger 35 meter över havet och antalet invånare är 1 314.
Terrängen runt Residencial Tajín är platt norrut, men söderut är den kuperad. Residencial Tajín ligger nere i en dal. Runt Residencial Tajín är det ganska tätbefolkat, med 179 invånare per kvadratkilometer. Närmaste större samhälle är Poza Rica de Hidalgo, 8,5 km sydväst om Residencial Tajín. Omgivningarna runt Residencial Tajín är en mosaik av jordbruksmark och naturlig växtlighet.